# Bentley Flying Spur
De Bentley Flying Spur is een luxesedan van het Britse prestige-automerk Bentley die sinds 2013 geproduceerd wordt. Het is de opvolger van de Bentley Continental Flying Spur.

## Eerste generatie (2013–2019)
De eerste generatie van de Flying Spur debuteerde op het Autosalon van Genève in 2013. De auto is iets hoger en breder dan zijn voorganger maar de wielbasis bleef hetzelfde op 3066 mm, het gewicht werd met 50 kg verminderd. In tegenstelling tot zijn voorganger is het radiatorrooster vrijwel verticaal en de koplampen zijn vergroot. De achterkant van de auto onderscheidt zich duidelijker van zijn voorganger: de C-stijl is breder en de achterkant is dieper en loopt langer uit. De achterlichten, die voorheen rechtopstaand en rechthoekig waren, zijn nu breder. Ook zijn enkele geluidsisolerende maatregelen doorgevoerd, waaronder akoestisch glas met een geluidsreducerende tussenlaag.
De Flying Spur wordt aangedreven door dezelfde motor als zijn voorganger, maar dan in herziene vorm, waardoor het vermogen van de zesliter W12-biturbomotor met 48 kW (65 pk) stijgt naar 460 kW (625 pk). Nieuw is de 8-traps automatische versnellingsbak, al bekend van de coupé en cabriolet.
Sinds september 2014 was de Flying Spur verkrijgbaar met de vierliter V8-biturbomotor uit de Continental GT. De visuele veranderingen bleven beperkt tot Bentley-emblemen met een rode achtergrond en dubbelovale uitlaatpijpen. De W12-motor is sinds 2015 herzien en gebruikt cilinderuitschakeling. Vanaf 2016 waren zowel het W12- als het V8-model leverbaar in een sportieve S-versie.
Bentley produceerde sinds 2017 de Black Edition als speciaal model van de Flying Spur. Dit model is uitgerust met de standaard V8 S-motor en onderscheidt zich van de reguliere modellen met verduisterde koplampen, zwarte aanbouwonderdelen en wielen met een diameter van 21 inch.

### Fotogalerij

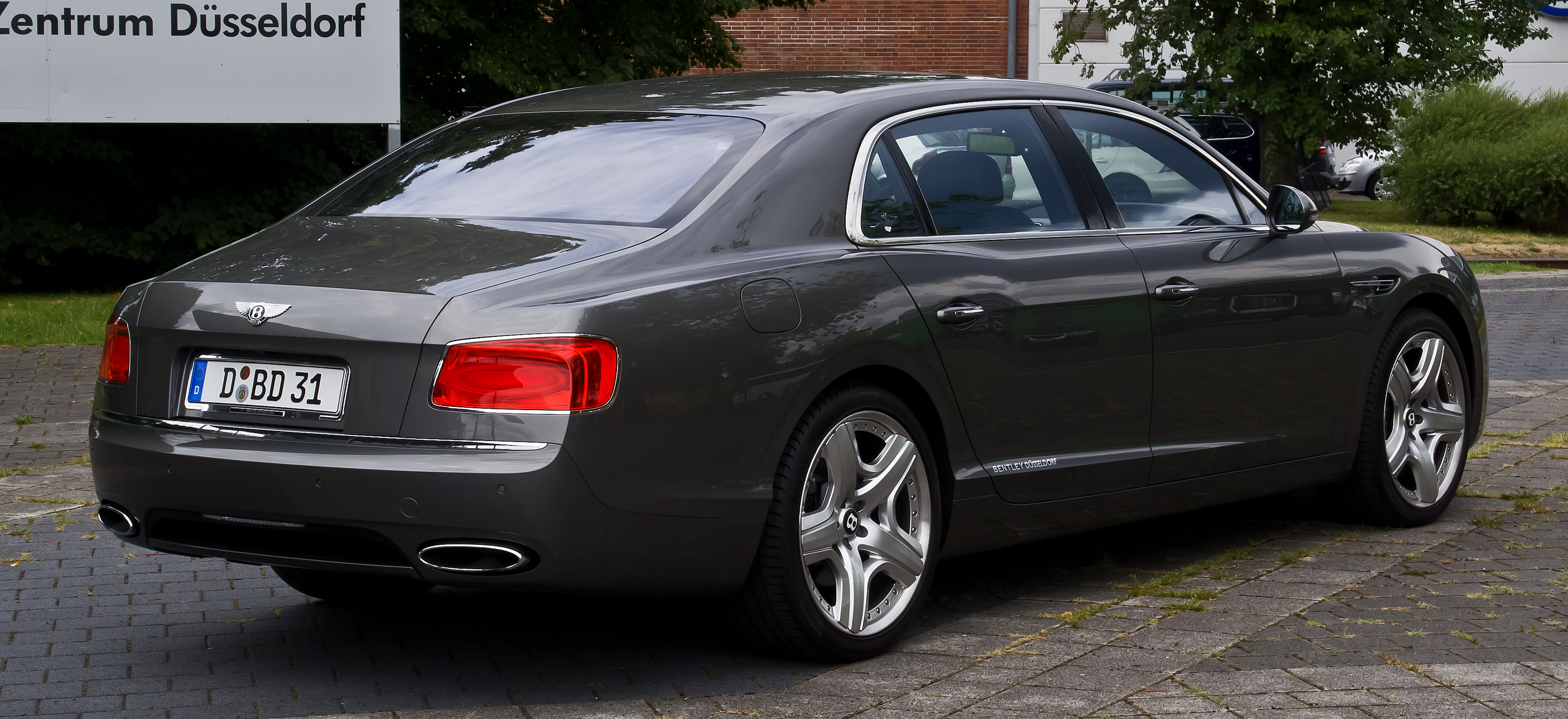
Flying Spur, achteraanzicht
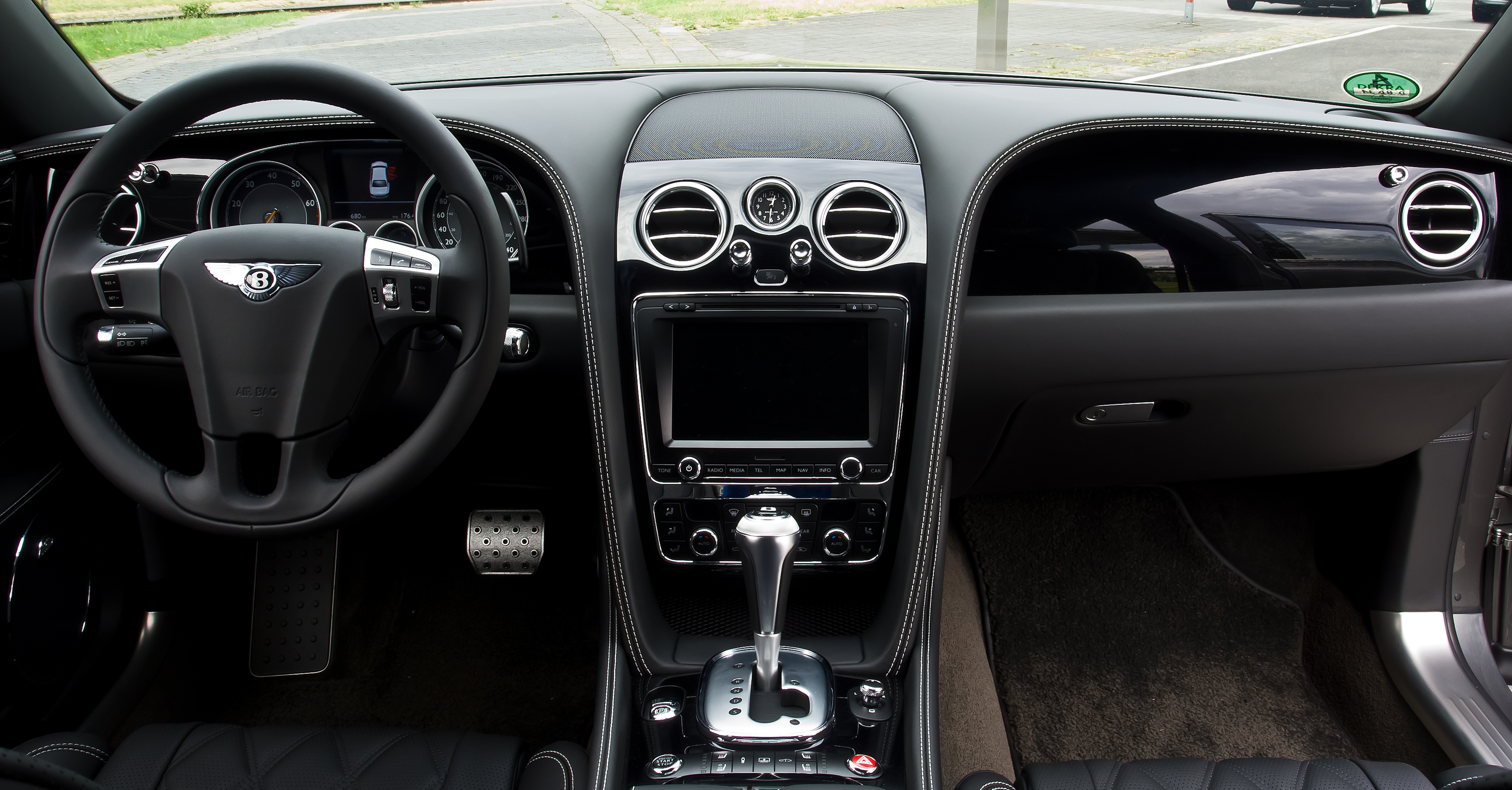
Flying Spur, interieur
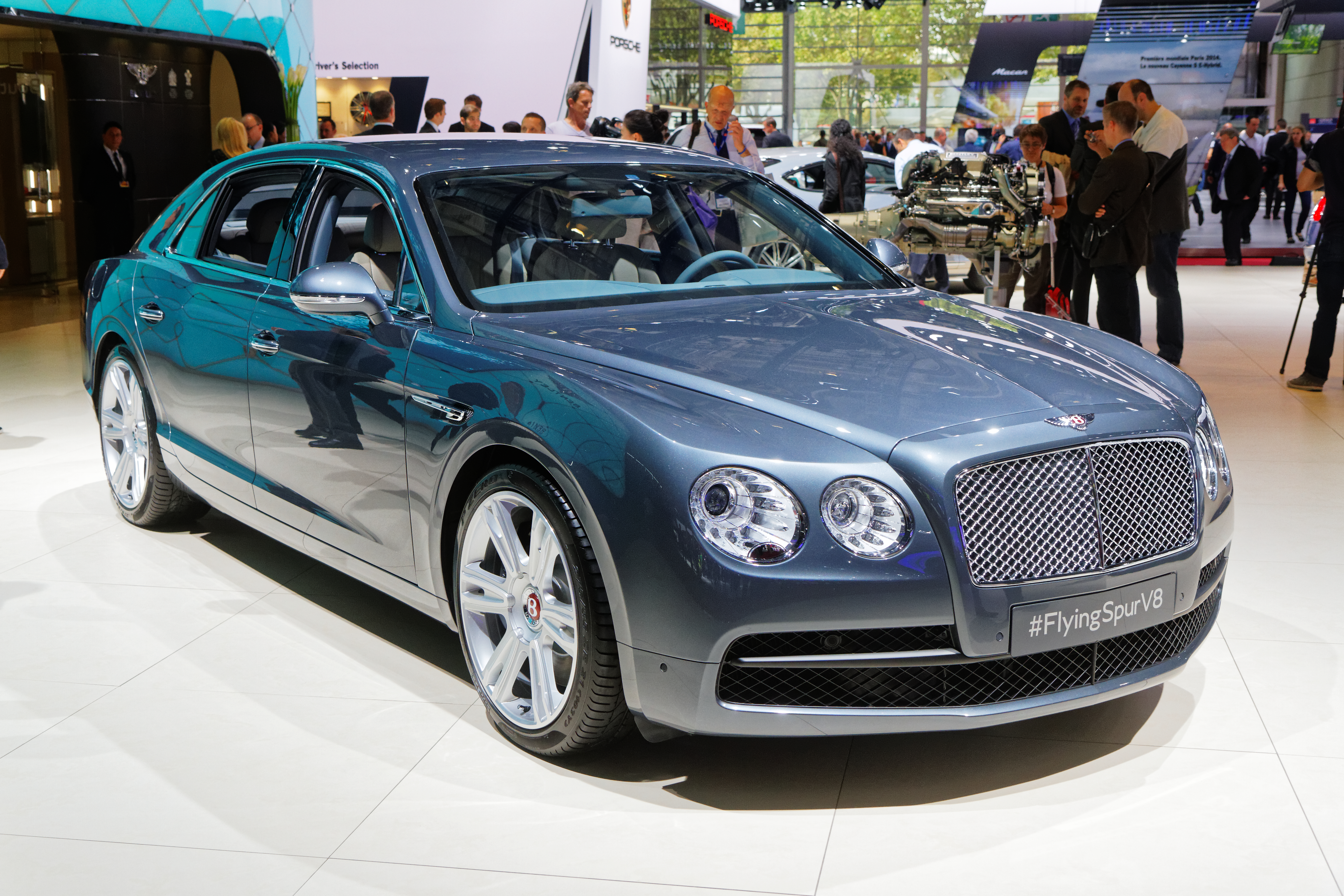
Flying Spur V8, te herkennen aan de rode emblemen en gewijzigde uitlaatpijpen
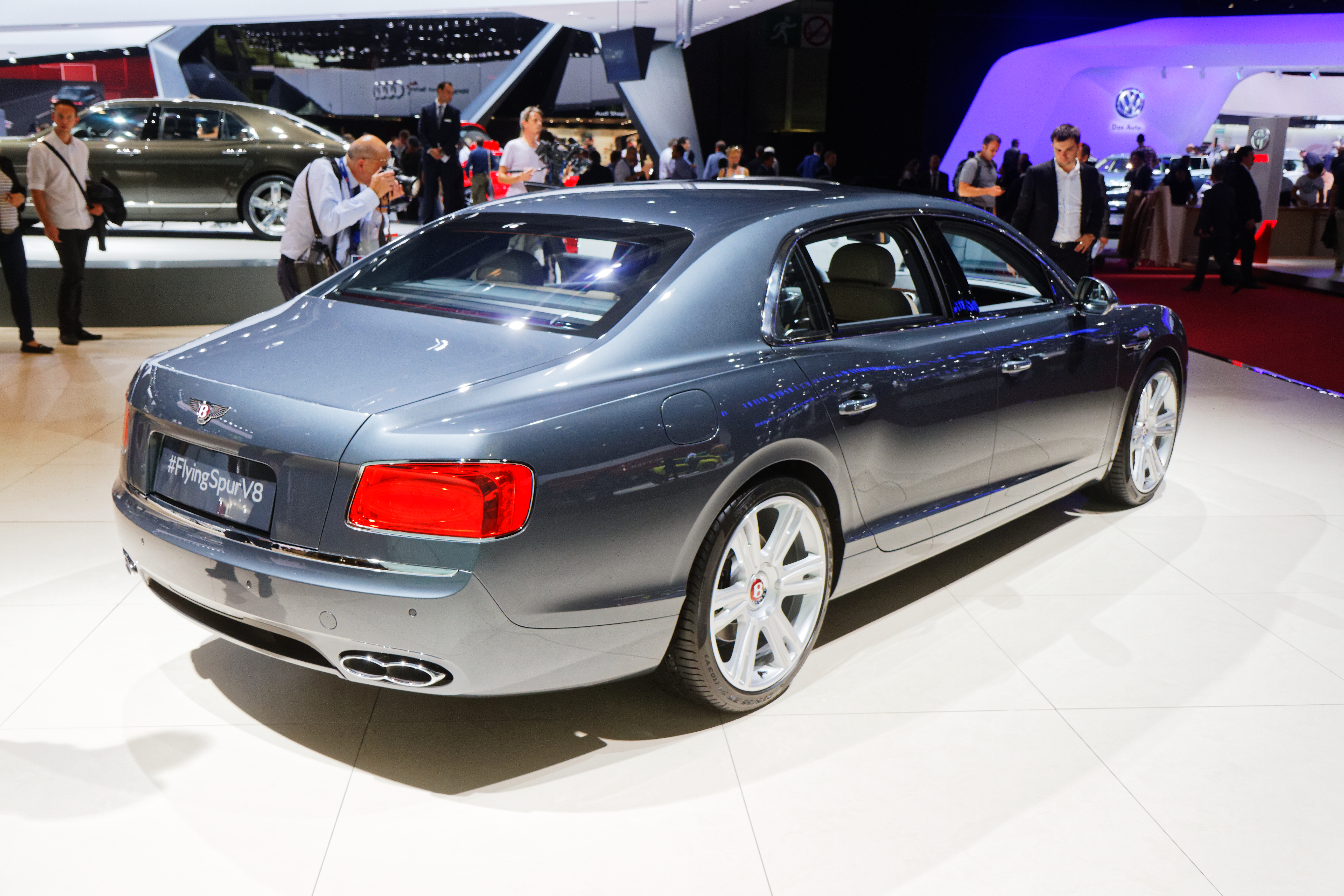
Flying Spur V8, achteraanzicht
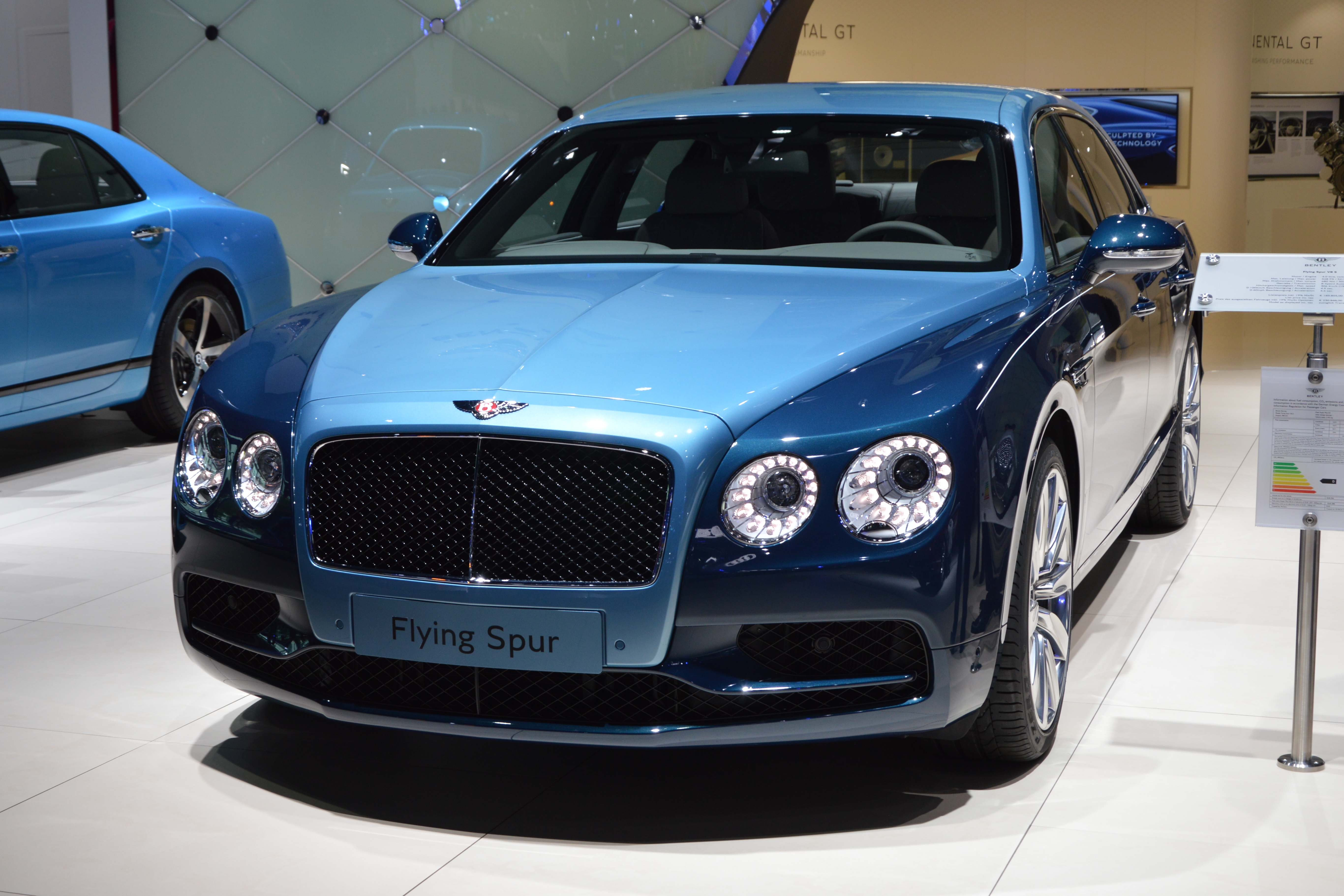
Flying Spur V8 S

### Technische gegevens
| Type              | Motor     | Motor     | Motor         | Transmissie      | Topsnelheid | Jaartal   |
| Type              | Inhoud    | Cilinders | Vermogen      | Transmissie      | Topsnelheid | Jaartal   |
| ----------------- | --------- | --------- | ------------- | ---------------- | ----------- | --------- |
| Flying Spur W12   | 5.998 cm³ | W12       | 460 kW/625 pk | 8-traps automaat | 322 km/u    | 2013-2019 |
| Flying Spur V8    | 3.993 cm³ | V8        | 373 kW/507 pk | 8-traps automaat | 295 km/u    | 2014-2019 |
| Flying Spur V8 S  | 3.993 cm³ | V8        | 388 kW/528 pk | 8-traps automaat | 306 km/u    | 2016-2019 |
| Flying Spur W12 S | 5.998 cm³ | W12       | 635 kW/635 pk | 8-traps automaat | 325 km/u    | 2016-2019 |

## Tweede generatie (2019-heden)
In juni 2019 presenteerde Bentley een nieuwe generatie van de Flying Spur. Bij de marktintroductie was het voertuig gedurende twaalf maanden ook verkrijgbaar als speciaal First Edition-model. De koper kan vrij het interieurontwerp kiezen in een combinatie van leer en fijn hout, waarbij Bentley elke koper een ontwerper ter ondersteuning biedt.
Net als de Porsche Panamera is de tweede generatie Flying Spur gebaseerd op het MSB-platform van de Volkswagen Groep, dat gebruik maakt van aluminium en composietmaterialen voor het chassis. De vooroverhang is 128 mm korter gemaakt, wat een langere wielbasis bij dezelfde lengte mogelijk maakt. De vierwielaandrijving verandert de krachtverdeling afhankelijk van de rijmodus (Comfort, Bentley, Sport, individueel). De auto beschikt over luchtvering en de rolbewegingen worden elektromechanisch gecompenseerd. Deze generatie wordt opnieuw aangedreven door een 467 kW (635 pk) zesliter W12-benzinemotor of een 404 kW (550 pk) vierliter V8-benzinemotor. Zelfs met de V8-motor ligt de topsnelheid ruim boven de 310 km/u. Het "Flying B"-motorkapornament is opnieuw ontworpen en is intrekbaar. Het instrumentenpaneel in het interieur is voortaan digitaal.
In juli 2021 werd een plug-inhybride versie met een V6-benzinemotor en een systeemvermogen van 400 kW (544 pk) voorgesteld, die bij zijn introductie verkrijgbaar was als een speciaal Odyssean Edition-model, beperkt tot 300 exemplaren. De V6 is een biturbomotor, de elektromotor heeft een vermogen van 100 kW. Met de gebruikte batterij van 14,1 kWh kan de auto puur elektrisch 40 km afleggen.
In augustus 2021 werd een bijzonder luxueuze Mulliner-uitvoering gepresenteerd, inclusief wielen waarvan het Bentley-logo altijd horizontaal staat, zetels met een ruitvormig doorgestikt patroon en elektrisch bedienbare klaptafels met gefineerde vlakken achterin. In juni 2022 werd de sportievere S gepresenteerd. Omdat Bentley plannen heeft om in 2024 te stoppen met de productie van de W12-motor, werd in mei 2023 het speciale model Speed Edition 12 gepresenteerd in een beperkte oplage van 120 exemplaren.

### Fotogalerij

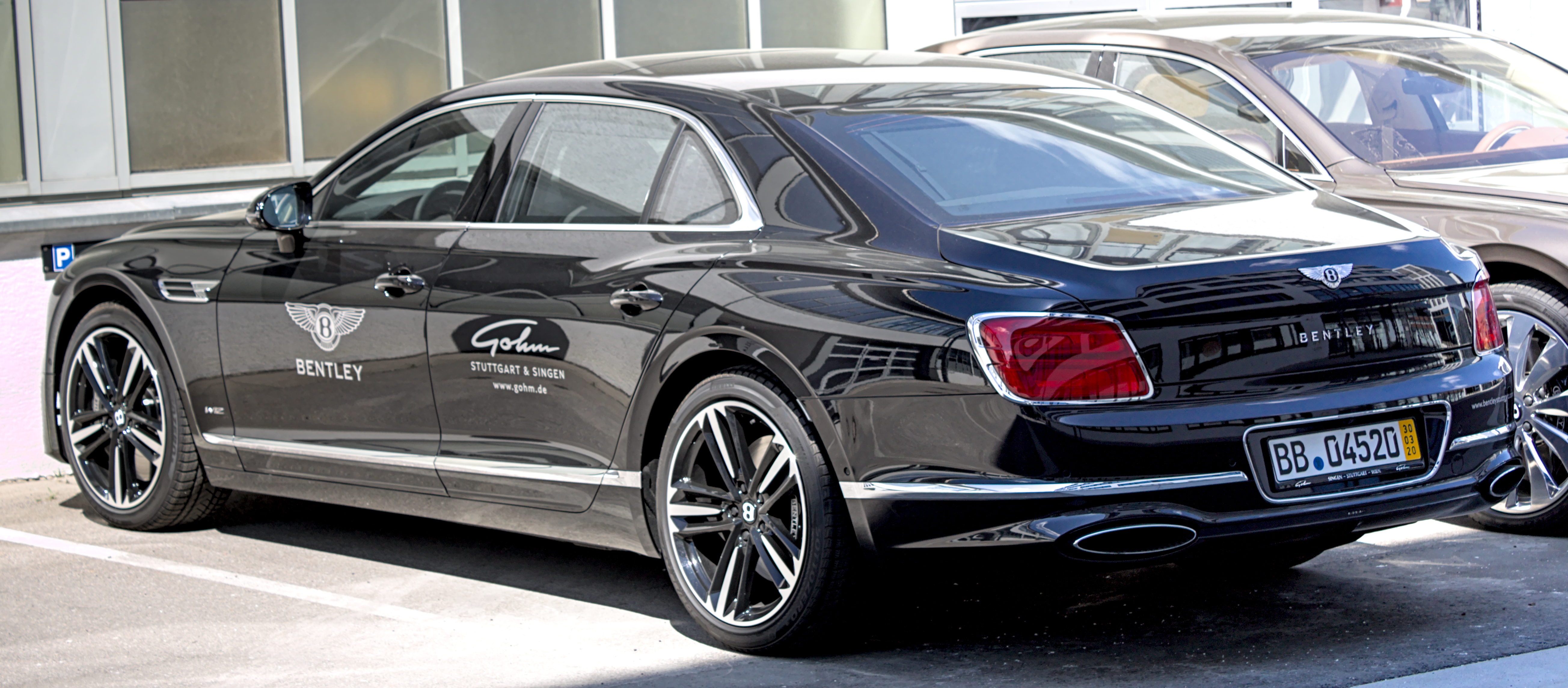
Flying Spur W12, achteraanzicht
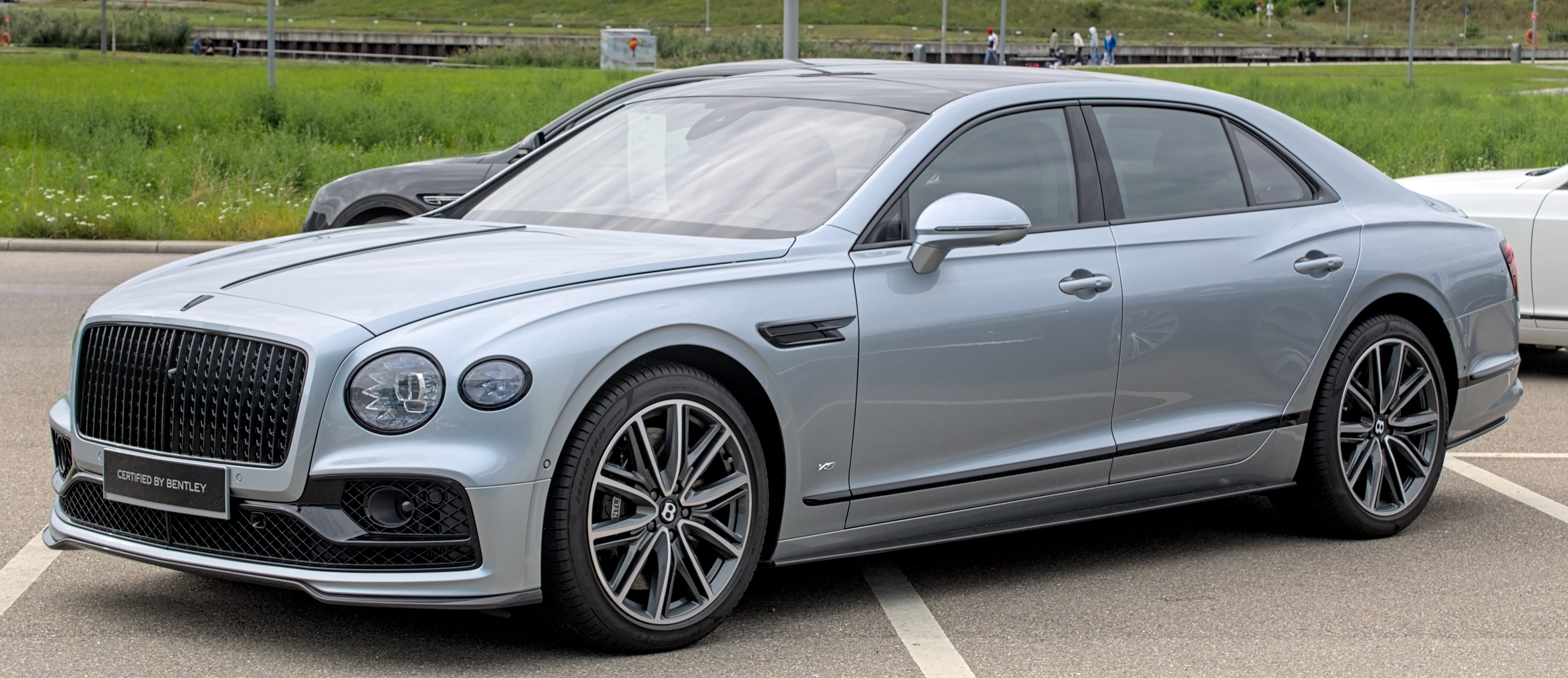
Flying Spur V8
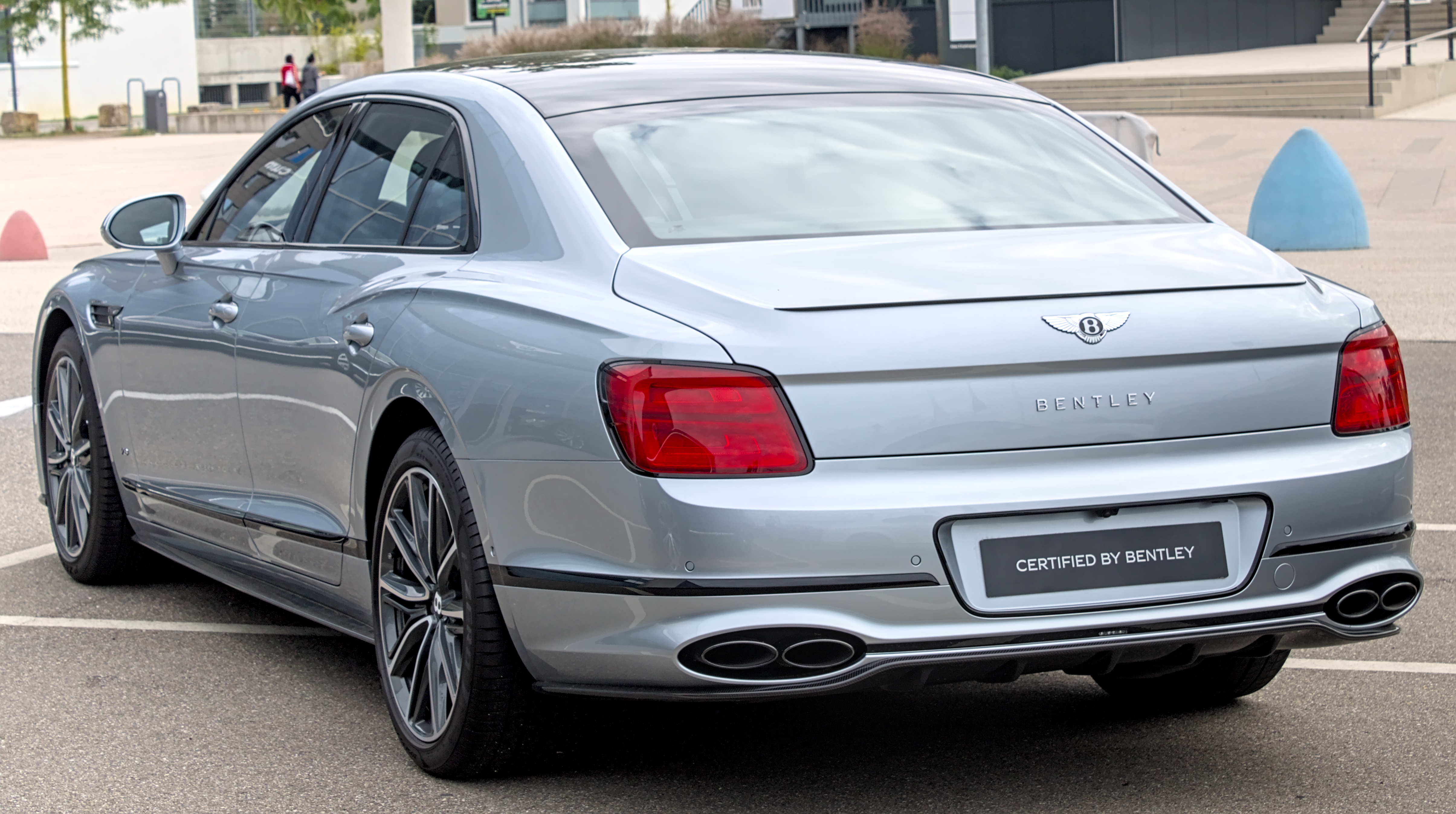
Flying Spur V8, achteraanzicht

### Technische gegevens
| Type               | Motor     | Motor             | Motor         | Transmissie | Topsnelheid | Jaartal    |
| Type               | Inhoud    | Cilinders         | Vermogen      | Transmissie | Topsnelheid | Jaartal    |
| ------------------ | --------- | ----------------- | ------------- | ----------- | ----------- | ---------- |
| Flying Spur W12    | 5.950 cm³ | W12               | 467 kW/635 pk | 8-traps DCT | 333 km/u    | 2019-2022  |
| Flying Spur V8     | 3.996 cm³ | V8                | 404 kW/550 pk | 8-traps DCT | 318 km/u    | 2020-heden |
| Flying Spur Hybrid | 2.894 cm³ | V6 + elektromotor | 400 kW/544 pk | 8-traps DCT | 285 km/u    | 2021-heden |
| Flying Spur Speed  | 5.950 cm³ | W12               | 467 kW/635 pk | 8-traps DCT | 333 km/u    | 2022-heden |